# Ambae

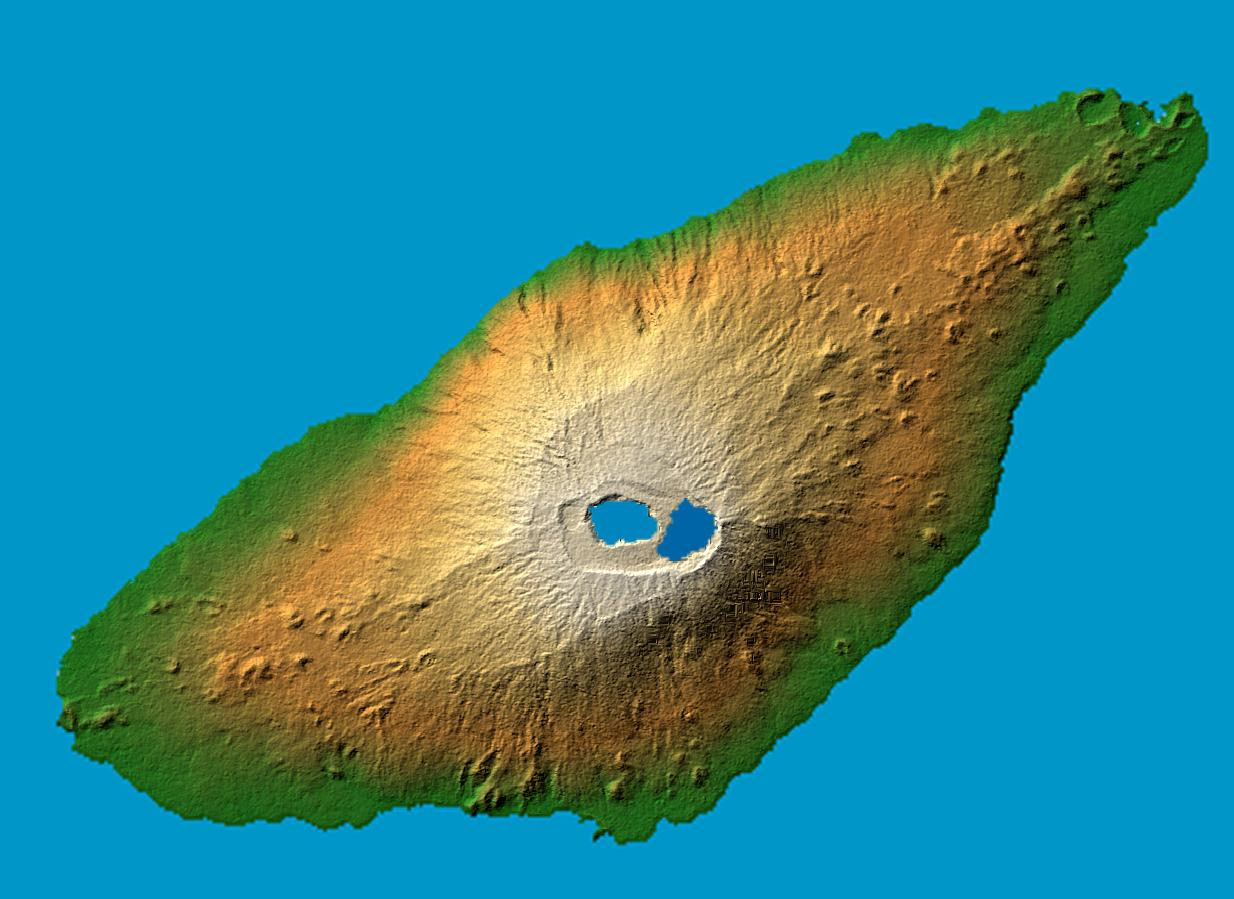
Ambae, imagem do ônibus espacial Endeavour

Ambae (também conhecida como Aoba) é uma ilha situada na província de Penama, em Vanuatu. A população da ilha é de aproximadamente 10.000 habitantes.
A ilha possui um vulcão ativo chamado Monte Manaro.